# 45-й инженерно-маскировочный полк
45-й инженерно-маскировочный полк (с июня 2017 года), бывший 45-й отдельный инженерно-сапёрный полк  — военное формирование инженерных войск в составе Вооружённых сил СССР и Вооружённых сил России.

## История полка в советский период

### Формирование и изменение состава
После ввода советских войск в Афганистан в декабре 1979 года, руководство ВС СССР, учитывая возросшую боевую активность оппозиции, оценивает как недостаточную численность штатных инженерно-сапёрных подразделений в составе введённых мотострелковых соединений и соединений воздушно-десантных войск 40-й Армии.
Для полноценного инженерного обеспечения воинских частей 40-й Армии принимается решение о формировании отдельного инженерно-сапёрного полка.
10 февраля 1980 года В г. Термез ТуркВО, на базе 2-х отдельных батальонов — 19-го отдельного инженерно-сапёрного батальона (19-й оисб или войсковая часть 50756) и 92-го отдельного инженерно-дорожного батальона (92-й оидб или войсковая часть 24606), а также 274-й отдельной роты полевого водоснабжения (274-й орпв или войсковая часть 35962) был сформирован 45-й отдельный инженерно-сапёрный полк (45-й оисп или войсковая часть 88870).
Управление полка сформировано из военнослужащих инженерных частей ОдВО, офицеры и прапорщики — в основном из 56-го инженерно-сапёрного полка (войсковая часть 44605) г.Дубоссары Молдавской ССР.
19-й отдельный инженерно-сапёрный батальон прибыл в ТуркВО из г.Всеволожск Ленинградской области РСФСР, ЛВО.
92-й отдельный инженерно-дорожный батальон прибыл в ТуркВО из г.Самбор Львовской области Украинской ССР, ПрикВО.
274-я отдельная рота полевого водоснабжения прибыла в ТуркВО из пгт Михайловка Джамбульской области Казахской ССР, САВО.
18 февраля 1980 года 45-й оисп был введён в Афганистан и дислоцирован под г.Чарикар в провинции Парван.

В соответствии с директивной ГенШтаба ВС СССР № 314/3/00594 от 31 июля 1984 года на базе роты специального минирования (рсм) 45-го оисп был сформирован 1117-й отдельный инженерный батальон спецминирования (1117-й оибсм или войсковая часть 40385). Формирование закончилось к 20 сентября 1984 года.
В соответствии с той же директивной (№ 314/3/00594 от 31 июля 1984 года) 2088-й отдельный инженерно-дорожный батальон (2088-й оидб или войсковая часть 22430), которая дислоцировалась в крепости Сардоба на дороге соединяющей г. Ташкурган провинции Саманган и г. Кундуз, переформирована в 2088-й отдельный инженерно-сапёрный батальон (2088-й оисб) и введена в состав 45-го оисп.
До включения в состав 45-го оисп, 2088-й оидб занимался строительством и ремонтом дорог в зоне ответственности 201-й мотострелковой дивизии. После переформирования 2088-й оисб был передислоцирован в г. Кундуз, где находился в период с 20 октября 1984 года по 30 мая 1985 года.
В соответствии с директивной ГенШтаба ВС СССР N314/3/0442 от 3 мая 1985 года 2088-й оисб переформирован в 2088-й отдельный инженерный батальон специального минирования 45-го оисп (2088-й оибсм). К 30 мая 1985 года 2088-й оибсм был передислоцирован в г.Чарикар.
На основании директивы ГенШтаба ВС СССР № 314/3/0711 от 25 июня 1986 года переформирован в 2088-й отдельный инженерный батальон разграждения 45-го исп (2088-й оибр) со сменой номера войсковой части (в/ч 58082). В таком штате 2088-й оибр находился в составе 45-го оисп в период с 30 июля 1986 года по 27 января 1989 года.

### Задачи полка
45-й оисп выполнял инженерное обеспечение для воинских частей 40-й Армии как в пунктах постоянной дислокации, так и на проведении боевых операций различного уровня.
В число боевых задач поставленных перед 45-м оисп входило:
- Разминирование дорог при проводке транспортных колонн и на маршах совершаемых войсками.
- Разминирование местности занимаемой под позиции войсками при проведении боевых действий.
- Минирование караванных путей и троп, ведущих от границы вглубь страны.
- Минирование местности вокруг режимных объектов (аэродромы, военные городки, склады и хранилища).
- Оперативное устранение завалов на горных дорогах, устранение повреждений дорог и сооружение мостов при марше войск.
- Возведение фортификационных сооружений

…Чуть позднее Иванов узнал, что 45 ОИСП состоит из 4-х батальонов и нескольких отдельных подразделений, насчитывает в своём составе около 1,5 тысяч человек. Постоянно от 1 до 3-х батальонов находилось на боевых действиях или, как принято здесь было говорить — на операциях. Характер применения подразделений полка был разнообразный: от прокладки колонных путей и возведения мостов, до установки (снятия) минных полей, сооружения бункеров, блиндажей, долговременных огневых точек.
Только за один 1985 год 45 ОИСП ликвидировал на обнаруженных складах противника, а также снял и обезвредил более 50 тысяч мин.
 …География применения части составляла вся территория Афганистана…

В полку постоянно работала группа специалистов из Ленинградской военно-инженерной академии и военных институтов, которые здесь на практике дорабатывали новейшие модификации мин, средства их установки, обнаружения и ликвидации. 45 ОИСП был самостоятельной боевой единицей и подчинялся командованию 40-й армии…— Гусев Геннадий Юрьевич. На Стыках Афганских Дорог.

### Состав
Состав 45-го оисп (в/ч 88870) на май 1988 года (начало вывода войск):
- Управление полка
  - Рота полкового обеспечения
  - Комендантский взвод
  - Оркестр
- 19-й отдельный инженерно-сапёрный батальон (19-й оисб или войсковая часть 50756)
- 92-й отдельный инженерно-дорожный батальон (92-й оидб или войсковая часть 24606)
- 1117-й отдельный инженерный батальон спецминирования (1117-й оибсм или войсковая часть 40385)
- 2088-й отдельный инженерный батальон разграждения (2088-й оибр или войсковая часть 58082)

Личный состав: около 1500 человек.
- Примечание: поскольку 45-й оисп состоял из отдельных батальонов являвшихся воинскими частями, по сути он являлся соединением уровня бригады.

### Потери
В Афганистане 45-й оисп провёл 8 лет 11 месяцев 22 дня.

За этот период безвозвратные потери полка составили 148 человек. Из них 19 офицеров, 4 прапорщика, 125 солдат и сержантов.

### Награды
В 1982 году полк награждён Вымпелом Министра обороны СССР «За мужество и воинскую доблесть».

3335 военнослужащих полка награждены медалями и орденами.
Командир полка полковник Лошкарёв Геннадий Константинович за два года службы в Афганистане награждён орденом «За службу Родине в Вооружённых силах СССР» всех 3-х степеней.
Младший сержант Синицкий Виктор Павлович Указом Президиума Верховного Совета СССР от 5 мая 1988 он был удостоен звания «Герой Советского Союза».

### Вывод полка
На территорию СССР подразделения 45-го оисп выводились в следующем порядке:
- 27 января 1989 года выведены 1117-й оибсм, 2088-й оибр и управление 45-го оисп
- 10 февраля 1989 года выведен 19-й оисб и 92-й оидб

После вывода полк был передислоцирован в пос. Николо-Урюпино Московской области.

### Командиры 45-го оисп
Список командиров 45-го оисп в период Афганской войны:
- Абдеев, Анатолий Галимзянович — 1980 — Погиб 24 марта 1980 года в результате несчастного случая.
- Бондаренко, Александр Тимофеевич — 1980—1982.
- Лошкарёв, Геннадий Константинович — 1982 год — 1984.
- Армаш, Иван Иосифович — 1984—1985.
- Антоненко, Николай Георгиевич — 1985—1987.
- Белоус, Геннадий Леонидович — 1987—1989.

## История полка в Вооружённых силах России
В 2006 году 45-й отдельный инженерно-сапёрный полк был переформирован в 45-й отдельный инженерно-маскировочный полк (45-й оимп или войсковая часть 58142) с дислокацией в пос. Николо-Урюпино Московской области.
Боевой задачей 45-й оимп ставилась маскировка позиций и развёртывание ложных макетов боевой техники (танков, ЗРК, ОТРК).
1 декабря 2010 года 45-й оимп переходит в подчинение Западного военного округа.
В задачи части входит выполнение наиболее сложных инженерно-технических мероприятий по противодействию системам высокоточного оружия, скрытия и имитации критически важных объектов. Полк принимал участие в совместных стратегических учениях «Запад-2017». В ноябре 2018 года полку передано историческое Боевое знамя его предшественника — 45-го инженерно-сапёрного полка, выполнявшего интернациональный долг в Республике Афганистан.
Командир полка — полковник Степанов Борис Борисович